# Ayoub Ben Nouri
Ayoub Ben Nouri ist ein marokkanischer Hürdenläufer, der sich auf die 110-Meter-Distanz spezialisiert hat.

## Sportliche Laufbahn
Erste internationale Erfahrungen sammelte Ayoub Ben Nouri im Jahr 2023, als er bei den Arabischen Meisterschaften in Marrakesch in 14,14 s den fünften Platz über 110 m Hürden belegte.
In den Jahren 2019, 2022 und 2023 wurde Ben Nouri marokkanischer Meister im 110-Meter-Hürdenlauf.

## Persönliche Bestzeiten
- 110 m Hürden: 13,82 s (+1,2 m/s), 15. Juli 2023 in Rabat